# Новокомиссаровка
Новокомисса́ровка — село в Дубоссарском районе непризнанной Приднестровской Молдавской Республики.

## География
Село — административный центр Новокомиссаровского сельсовета, куда кроме села Новокомиссаровка также входят сёла Боска, Новая Кошница и Новая Погребя.  Расположено в 22 км от Дубоссар.

## История
В 1986 г. в селе Новокомиссаровка и между сёлами Новые Гояны, Васильевка и урочищем Богатое было открыто два десятка курганов с 15 погребениями (в основном сарматы и поздние кочевники, но некоторые более ранние, относящиеся ещё к бронзовому веку). Материалы исследований (фрагменты двух амфор и бронзовый котёл погребённого скифо-сармата) хранятся в Музее археологии Академии наук Молдовы.
В 1993—2007 годах археолог С. И. Коваленко исследовал в окрестностях Новокомиссаровки ещё 5 курганов (4 — в сторону села Васильевка, 1 — в сторону села Новые Гояны, 1 — в сторону сБоска).
Первые письменные сведения о поселения на месте современного села относятся к 1859 году, с момента появления немецких колонистов. Храмовый праздник села отмечается дважды: на территории русско-украинской части села (Катерево и Антоновка) — 6 октября, на территории молдавской части села (Ново-Маловатое и Никифоровка) — 9 октября.
До 1924 г. село называлось на русский лад Катериновка, но официальным было украинское название — Катерево. С 1924 г. с. Катерево объединили с с. Ново-Маловатое и дали название Новокомиссаровка. В состав с. Новокомиссаровка в 1944 г. вошло бывшее небольшое поселение немецких колонистов XIX века Антонеттенталь (Антоновка, Антуанетовка), а так же хутор Никифоровка.

## Население
| Год      | Население |
| -------- | --------- |
| 2004 год | 752       |
| 2013 год | 683       |

Население вместе с сёлами, подчинёнными Новокомиссаровскому сельсовету — 1183 человека.

## Экономика и социальная сфера
В селе действовал до 1944 г. колхоз «Комсомол», преобразованный затем в колхоз «Красный Октябрь», который после 1992 г. разделили на два производственных кооператива ПМР: ПК «Катерево» (с. Новокомиссаровка и с.Боска) и ПК «Метур» (с. Новая Погребя и с.Новая Кошница). Все сёла Ново-Комиссаровского сельского Совета обеспечены электричеством, газифицированы и телефонизированы Приднестровской Молдавской Республики.
Центр сельского совета — село Ново-Комиссаровка обеспечено центральным водоснабжением. В селе действуют: русская школа (с 1920 г., бывшая украинская школа), молдавская школа (с 1924 г.), библиотека, отделение связи, филиал сберкассы, большой фельдшерско-акушерский пункт (в 1957—1987 г. назывался больницей) и т. д. В каждом из сёл Новокомиссаровского сельского совета действуют так же начальные школы с молдавским языком обучения.